# Pfeiffer Georgi
Pfeiffer Zara Georgi (* 27. September 2000 in Berkeley) ist eine britische Radsportlerin, die Rennen auf Bahn und Straße bestreitet.

## Sportliche Laufbahn
Im Alter von vier Jahren lernte Pfeiffer Georgi das Radfahren. Sie lebte in der Nähe der Radrennbahn Herne Hill, und ihr Vater, der ebenfalls Radsportler war, nahm sie dorthin mit. Auch ihr Bruder Etienne, ihre Mutter Louise, ihr Vater Peter und ihr Großvater waren im Radsport aktiv. Die Familie väterlicherseits ist griechisch-zypriotischer Herkunft, und Vater Peter mehrfacher britischer Meister in der Masters-Kategorie. Im Alter von sechs Jahren begann Pfeiffer, Rennen zu fahren. Bis in ihr Teenager-Alter tanzte sie zudem Ballett.
2017 machte Georgi international auf sich aufmerksam, als sie das Juniorinnen-Rennen von Gent–Wevelgem gewann. Im selben Jahr wurde sie mit Anna Docherty zweifache britische Meisterin im Zweier-Mannschaftsfahren, in der Junioren- und in der Elite-Kategorie. Bei den UCI-Straßen-Weltmeisterschaften 2017 belegte sie bei den Juniorinnen Platz sechs im Straßenrennen und Platz sieben im Einzelzeitfahren. 2018 gewann sie jeweils die Juniorinnen-Wertung der Trofeo Alfredo Binda, die Gesamtwertung der Healthy Ageing Tour und der Watersley Ladies Challenge. Auf der Bahn errang sie bei den Junioren-Weltmeisterschaften mit Ellie Russell, Ella Barnwell und Elynor Bäckstedt Bronze in der Mannschaftsverfolgung und wurde nationale Junioren-Meisterin im Punktefahren. Bei den Straßenweltmeisterschaften im selben Jahr wurde sie Vierte im Einzelzeitfahren. Anschließend wurde sie als „one of the most exciting talents the UK has ever produced“ bezeichnet.
Für 2019 erhielt Pfeiffer Georgi beim Team Sunweb ihren ersten Vertrag und wurde Dritte der britischen U23-Straßenmeisterschaft. Im Februar 2020 belegte sie beim Cadel Evans Great Ocean Road Race Platz 17. Im Jahr 2021 wurde sie britische Meisterin im Straßenrennen. Im Straßenrennen der U23 bei den UCI-Straßen-Weltmeisterschaften 2022 belegte sie Rang zwei. Im Frühjahr 2023 gewann sie mit Classic Brugge-De Panne ein Rennen der WorldTour; im weiteren Verlauf der Saison siegte sie noch bei zwei kleineren Rennen in Belgien. 2023 und 2024 war sie zum zweiten bzw. dritten Mal britische Meisterin im Straßenrennen.

## Erfolge

### Straße
2017
- Gent–Wevelgem (Juniorinnen)

2018
- Trofeo Alfredo Binda (Juniorinnen)
- Gesamtwertung und eine Etappe Healthy Ageing Tour (Juniorinnen)
- Gesamtwertung und eine Etappe Watersley Ladies Challenge (Juniorinnen)

2021
- Britische Meisterin – Straßenrennen
- Nachwuchswertung Simac Ladies Tour
- Choralis Fourmies Féminine

2022
- Britische U23-Meisterin – Einzelzeitfahren
- U23-Weltmeisterschaft – Straßenrennen

2023
- Classic Brugge-De Panne
- Dwars door de Westhoek
- Britische Meisterin – Straßenrennen
- Binche–Chimay–Binche

2024
- Britische Meisterin – Straßenrennen

### Bahn
2017
- Britische Junioren-Meisterin – Zweier-Mannschaftsfahren (mit Anna Docherty)
- Britische Meisterin – Zweier-Mannschaftsfahren (mit Anna Docherty)

2018
- Junioren-Weltmeisterschaft – Mannschaftsverfolgung (mit Ellie Russell, Ella Barnwell und Elynor Bäckstedt)
- Britische Junioren-Meisterin – Punktefahren